# Lepthyphantes rainieri
Lepthyphantes rainieri là một loài nhện trong họ Linyphiidae.
Loài này thuộc chi Lepthyphantes. Lepthyphantes rainieri được James Henry Emerton miêu tả năm 1926.